# 박제길
박제길은 대한민국의 성우이다. 1977년 KBS에 입사했으며, 현재는 KBS 15기이다. 한국방송 성우극회 소속.
40억 횡령혐의로 고소를 당한적이 있다. 그 외에도 2년 뒤, 22억대 사기혐의도 받은 적이 있다.

## 주요 출연작품

### 영화
- 아라비아의 로렌스(KBS) - 군인(이안 맥노튼)
- 바다의 정복자(KBS) - 해적(존 버튼)
- 달려라 청춘(KBS)